# Si un árbol cae en un bosque

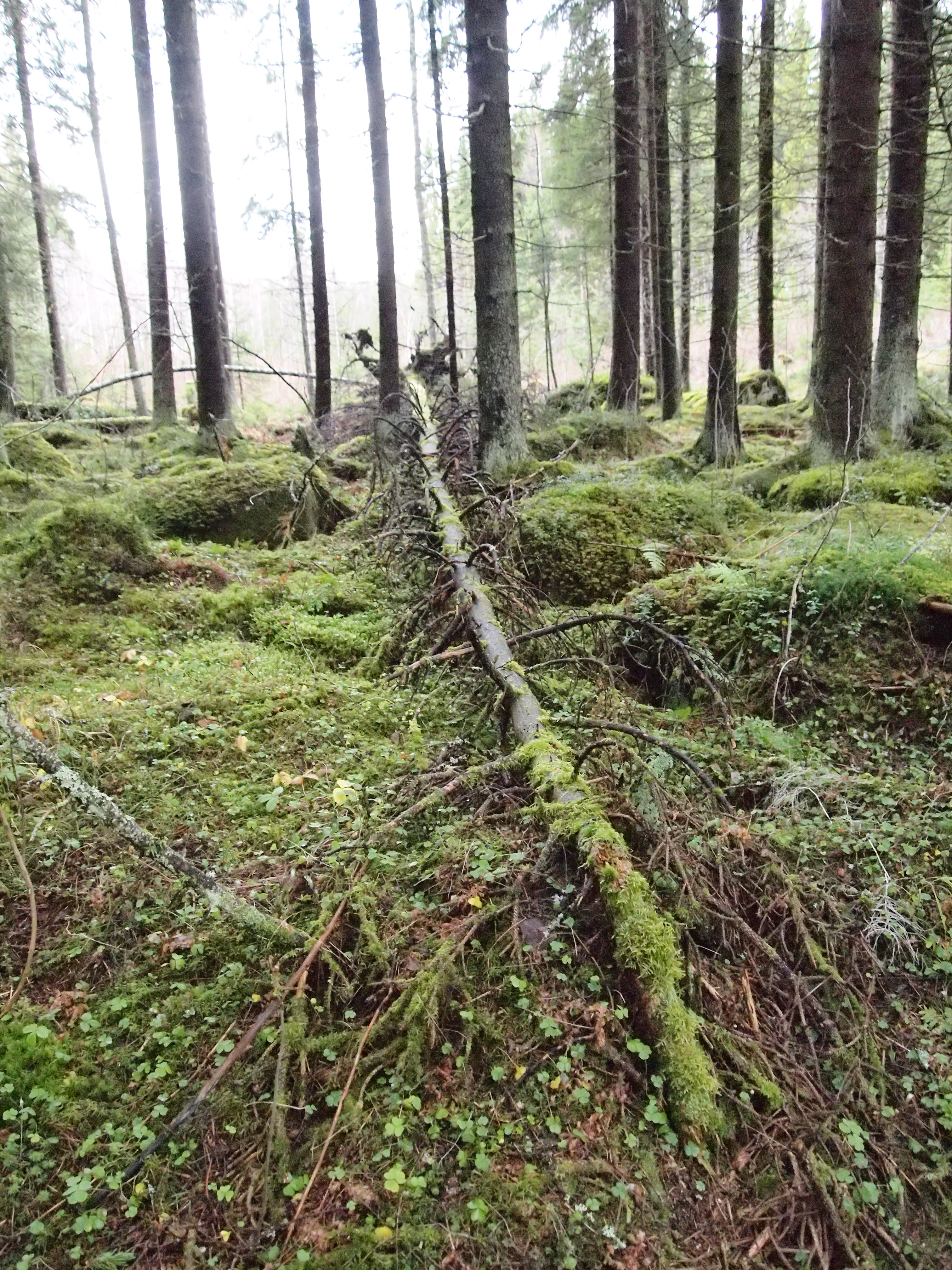
Un árbol caído en un bosque

«Si un árbol cae en un bosque y nadie está cerca para oírlo, ¿hace algún sonido?» es un experimento mental filosófico que genera interrogantes respecto a la observación y el conocimiento de la realidad.

## Historia
A menudo se le atribuye por error el origen de la frase al filósofo George Berkeley, debido a que en su trabajo Tratado sobre los principios del conocimiento humano (1710) propuso una reflexión que trataba el problema de la naturaleza de los objetos que no son percibidos, aunque:
Pero, dices, seguramente no haya nada más fácil para mí que imaginar árboles, por ejemplo, en un parque, o libros en un armario, y nadie para percibirlos.

Los objetos sensibles existen solo cuando son percibidos; los árboles por tanto están en el jardín [...] solo mientras haya alguien para percibirlos.
El primer texto en el que apareció esta cuestión del que se tiene constancia fue en el tercer número de la revista The Chautauquan, editado en junio de 1883, en el que lista una serie de preguntas y respuestas a modo de pasatiempo. Se pregunta, "si un árbol fuera a caer en una isla en donde no hubiera ningún ser humano haría algún sonido?", a lo que responde "No. El sonido es la sensación percibida en el oído cuando el aire u otro medio está en movimiento." La revista Scientific American corroboró el aspecto técnico de esta cuestión un año más tarde cuando preguntaron la cuestión ligeramente reformulada en el apartado de cartas del lector, dejando fuera el lado filosófico. "Si un árbol fuera a caer en una isla deshabitada, ¿haría algún sonido?" a la que dieron una respuesta más técnica, "el sonido es vibración, transmitido a nuestros sentidos a través del mecanismo del oído, y reconocido como sonido sólo en los centros de nuestros nervios. El caer del árbol o cualquier otro disturbio producirá una vibración en el aire. Si allí no hay un oído para oírlo, no habrá ningún sonido."
Se ha reportado que Albert Einstein había preguntado a su compañero físico y amigo Niels Bohr, uno de los padres fundadores de la mecánica cuántica, si él realmente creía que "la luna no existe si nadie la está mirando." A esto, Bohr respondió que sin importar cuánto (Einstein) lo intentara, nunca podría probar que sí, dando a la adivinanza el estado de una conjetura infalible —una que no puede ser probada ni refutada. [cita requerida]

## Metafísica

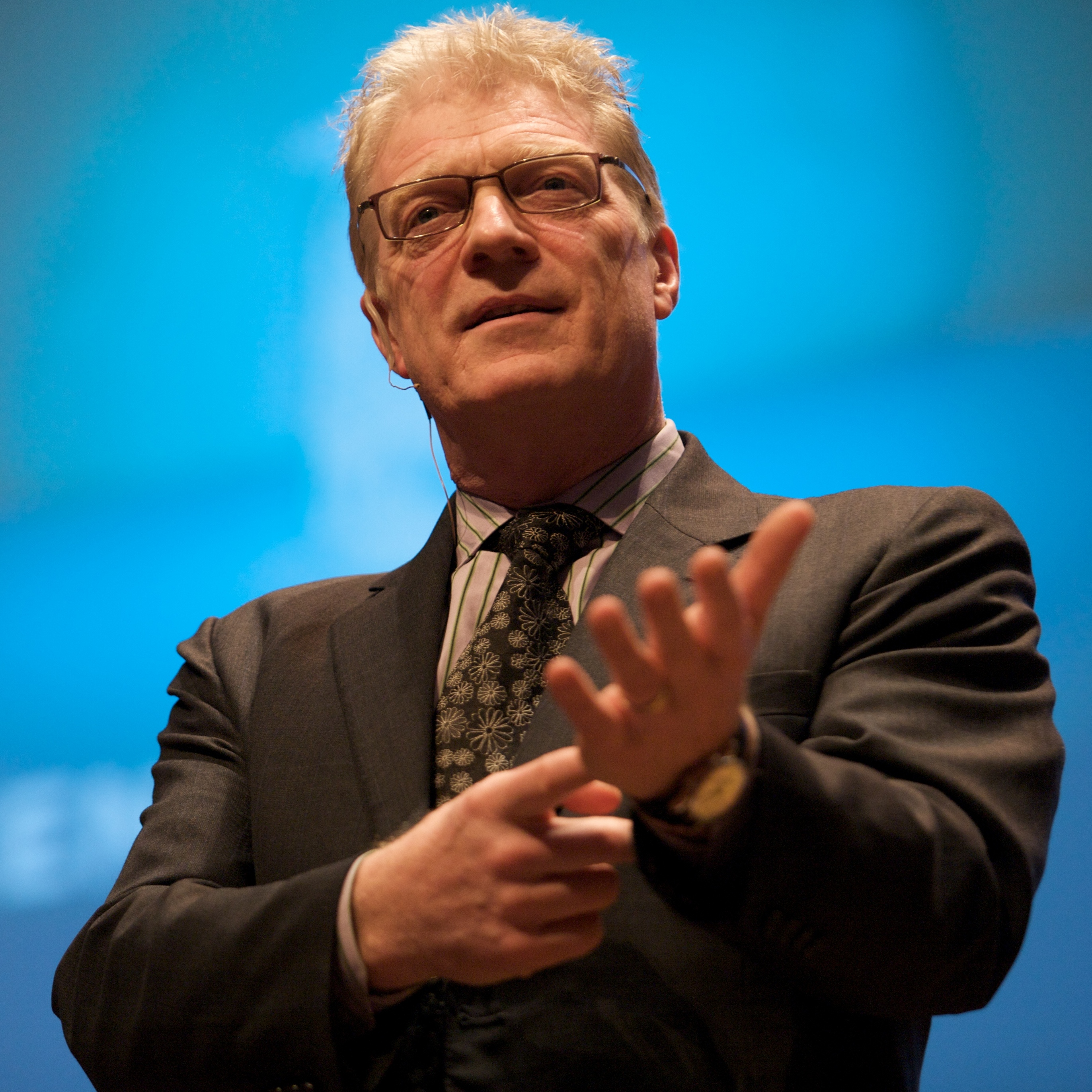
Ken Robinson

### La posibilidad de una existencia no percibida
¿Puede algo existir sin ser percibido? — P. ej. "¿es el sonido sonido solo si una persona / animal lo oye?" El tema filosófico más inmediato que la adivinanza introduce involucra la existencia del árbol (y el sonido  que produce) fuera de la percepción humana. Si nadie está alrededor para ver, oír, tocar u oler el árbol, ¿cómo podría decirse que existe? ¿Cómo se puede afirmar que existe cuando tal existencia es desconocida? Naturalmente, desde un punto de vista científico,  existe. Son los seres humanos  que son capaces de percibirlo. George Berkeley en el siglo XVIII desarrolló el idealismo subjetivo, una teoría metafísica para responder a estas cuestiones, acuñada popularmente como "existir es ser percibido". Hoy los metafísicos están divididos. Según la teoría de la sustancia, una sustancia es distinta de sus propiedades, mientras que según la teoría de fardo, un objeto es meramente su dato de sentido. La definición de sonido, simplificada, es un ruido audible. El árbol hará un sonido, incluso si nadie lo oyó. La definición declara que el sonido es un ruido audible. Así que el árbol podría haber sido oído, aunque nadie estuviera alrededor para hacerlo.